# 厦门五缘实验学校
厦门五缘实验学校是厦门市委、市政府本世纪初为推进义务教育均衡发展创办的市属第一所公办九年一贯制学校，位于福建省厦门市湖里区惠灵顿路。
學校創辦於2007年，占地面積25021平方米。截止2020年9月，全校一至九年级共计83个教学班，学生3970余人。